# Kebun Gerand
Kebun Gerand is een bestuurslaag in het regentschap Bengkulu van de provincie Bengkulu, Indonesië. Kebun Gerand telt 2239 inwoners (volkstelling 2010).